# Porto Vera Cruz
Porto Vera Cruz är en kommun i Brasilien.   Den ligger i delstaten Rio Grande do Sul, i den södra delen av landet, 1 500 km sydväst om huvudstaden Brasília. Antalet invånare är 1 852.
Trakten runt Porto Vera Cruz består till största delen av jordbruksmark. Runt Porto Vera Cruz är det ganska glesbefolkat, med 25 invånare per kvadratkilometer.